# Io & Marley 2 - Il terribile
Io & Marley 2 - Il terribile (Marley & Me: The Puppy Years) è un film del 2011 diretto da Michael Damian, basato sul romanzo autobiografico di John Grogan. La pellicola è un midquel di Io & Marley, film del 2008 interpretato da Owen Wilson e Jennifer Aniston.
In Italia il film è stato distribuito in formato direct-to-video, solo per il mercato domestico anche con il titolo Io & Marley 2 - Anni da cucciolo.

## Trama
John e Jenny Grogan, padroni di Marley, dovendo lavorare, affidano per l'estate il cucciolo di Labrador Retriever al giovane Bodi.

Il ragazzo vorrebbe tanto possedere un cucciolo tutto suo, ma la madre gli nega tale possibilità fino al momento in cui egli non sia maturato e non sia in grado di assumersi determinate responsabilità.

L'occasione di crescita per Bodi si presenta presto, in quanto grazie all'aiuto di suo nonno Fred e di Kaycee, una ragazza del vicinato conosciuta appena arrivato dal nonno, comincia ad allenare Marley ed altri due cuccioli di labrador di una vicina per partecipare al "Super campionato dei cuccioli", una manifestazione sportiva di agilità a squadre composte da tre cani ciascuna.

Bodi, giorno dopo giorno, diventa sempre più disciplinato e responsabile, nell'organizzazione della propria vita grazie alla diluita disciplina militare del nonno come negli allenamenti sul percorso in giardino grazie ai cuccioli ed a Kaycee.

La squadra vincitrice delle ultime edizioni del concorso è "La gang del Woof", crudelmente manovrata da Hans Von Weiselberger per mezzo di collari elettrificati ed allenamenti sfiancanti.

Arriva il giorno della gara, tra varie peripezie, tentativi di sabotaggio ingegnosamente aggirati da Marley, "Moose" e "Fuschia" (gli altri due cuccioli di labrador che insieme a Marley formano la squadra dei "Rasta rascals") e nuove amicizie che si stringono tra i cuccioli appartenenti alle varie squadre.

La manifestazione inizia all'insegna dell'allegria e della sportività, ma non appena Hans Von Weiselberger si accorge che i suoi precedenti sabotaggi non hanno sortito gli effetti che sperava, ordina al suo braccio destro Henkle di escogitare nuovi modi per neutralizzare le squadre con le quali più teme il confronto diretto: "I tuoni degli antipodi", allenata dagli "Australiani", ed i "Rasta rascals", con Bodi e Marley. Tutti i sotterfugi vengono abilmente sventati dai protagonisti del film, fino al lieto fine in cui, durante la cerimonia di premiazione dei vincitori, viene scoperto un collare elettrificato usato sulla sua squadra da Hans Von Weiselberger, il quale viene squalificato, escluso dalla competizione, ed al quale vengono tolti i cani.

I cani sequestrati trovano immediatamente una nuova famiglia, che però ne può adottare solo due ("Liesl" ed "Axel"), così il piccolo "Turbo" è rassegnato ad essere portato al canile, quando interviene la madre di Bodi, la quale riconoscendo i grandi progressi del figlio dice che lo adotteranno loro, realizzando il sogno di Bodi di possedere un cucciolo proprio e la speranza di Marley di non veder soffrire un amico al quale ormai si era affezionato, e con il quale da quel momento diventa quasi "parente".